# 莫愁湖街道
莫愁湖街道是中华人民共和国江苏省南京市建邺区下辖的一个街道办事处。
2012年，南京市人民政府批复同意撤销南湖街道、滨湖街道，并以两街道办事处辖区范围成立莫愁湖街道。

## 行政区划
莫愁湖街道下辖以下村级行政区划单位：
凤栖苑社区、北圩路社区、江东门社区、兆园社区、明园社区、莫愁湖社区、茶亭社区、艺苑社区、文体社区、沿河社区、蓓蕾社区、水西门社区和长虹路社区。